# Rhin (Elbe)
Der Rhin ist ein rechter Nebenfluss der Elbe in der Kremper Marsch.
Der Rhin entsteht in Glückstadt aus dem Zusammenfluss von Kremper Rhin und Herzhorner Rhin und entwässert so einen größeren Teil des dortigen Marschlandes. Er mündet über zwei Schleusen (Kleine und Große Rhinschleuse) sowie ein Schöpfwerk in den Glückstädter Außenhafen und damit letztlich in die Elbe.
Vermutet wird, dass der Name mittels des deonymisierten Nomens mittelniederdeutsch *rīn „Wasserlauf, Graben“ vom Rhein übertragen wurde.

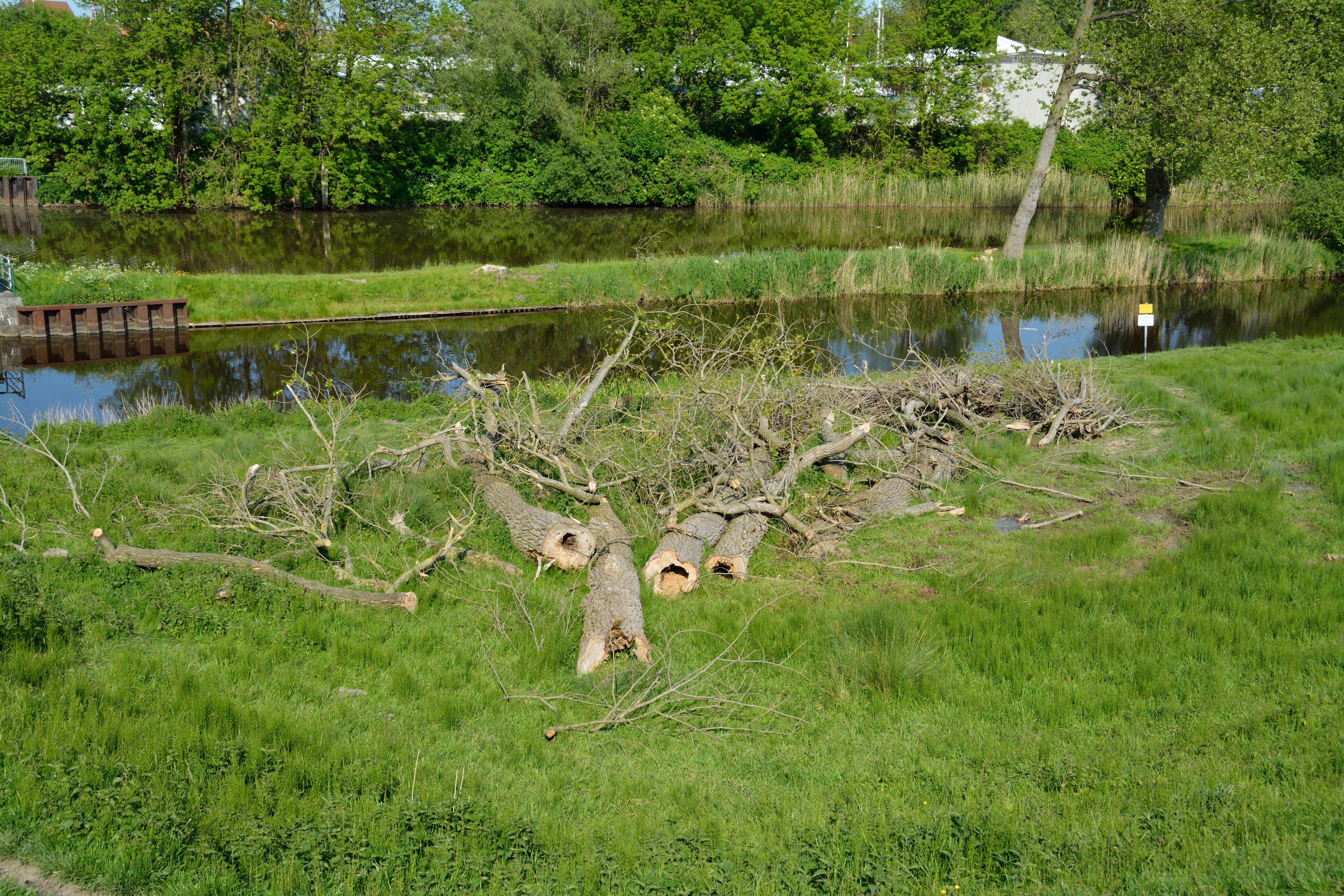
Der Rhin mit dem Schwarzwasser, direkt am Außenhafen
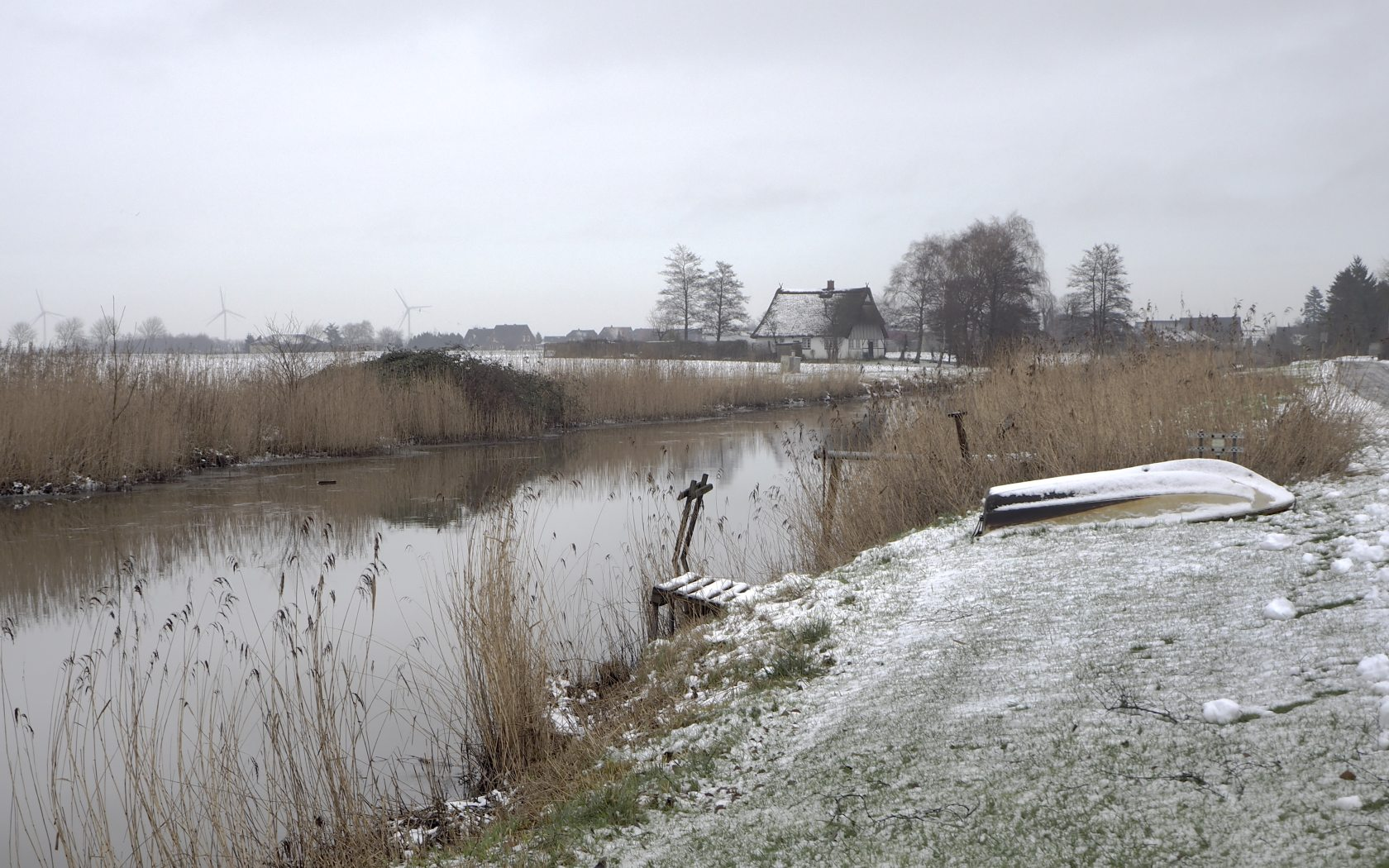
Der Herzhorner Rhin in der Engelbrechtschen Wildnis

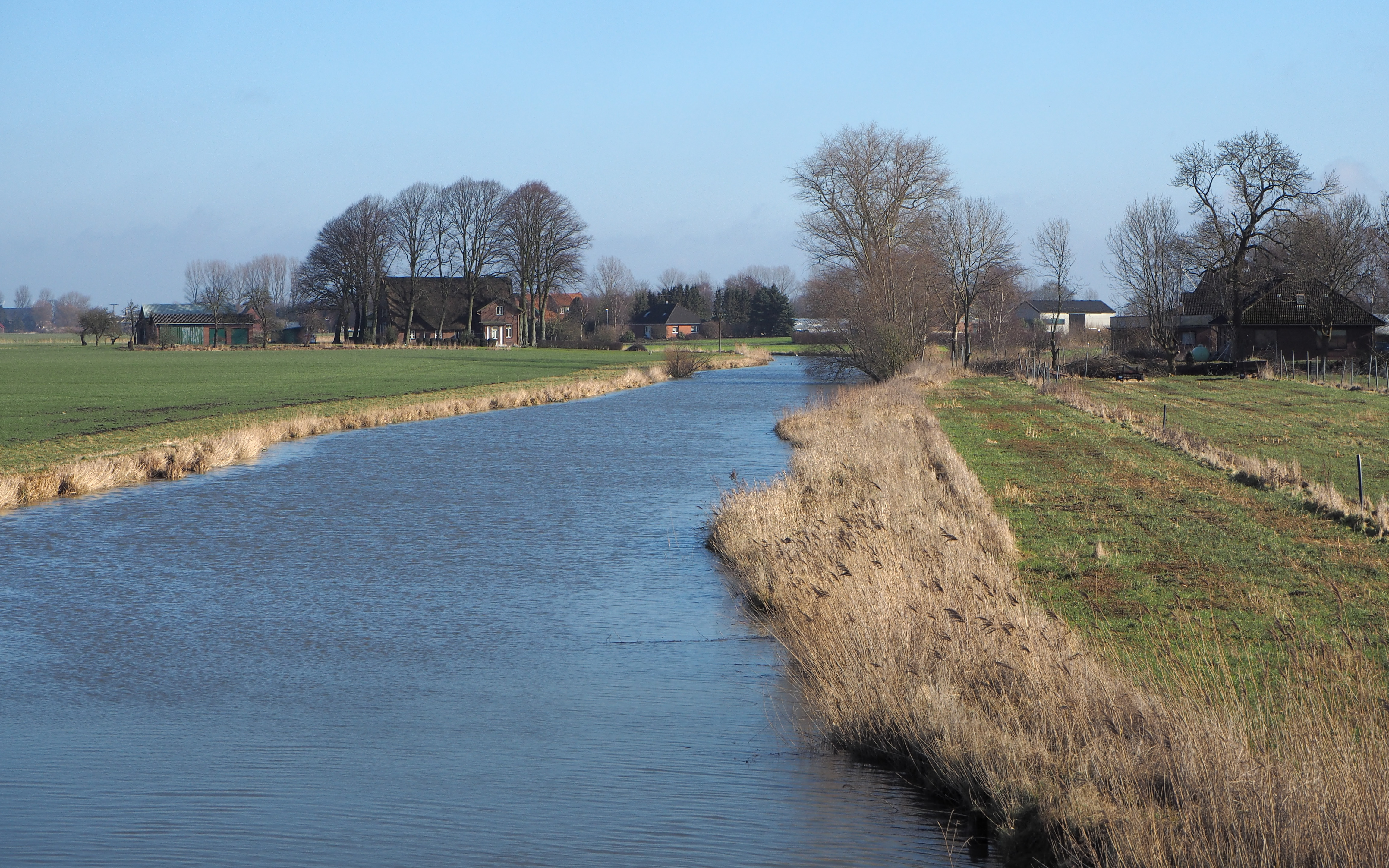
Der Kremper Rhin in der Blomeschen Wildnis
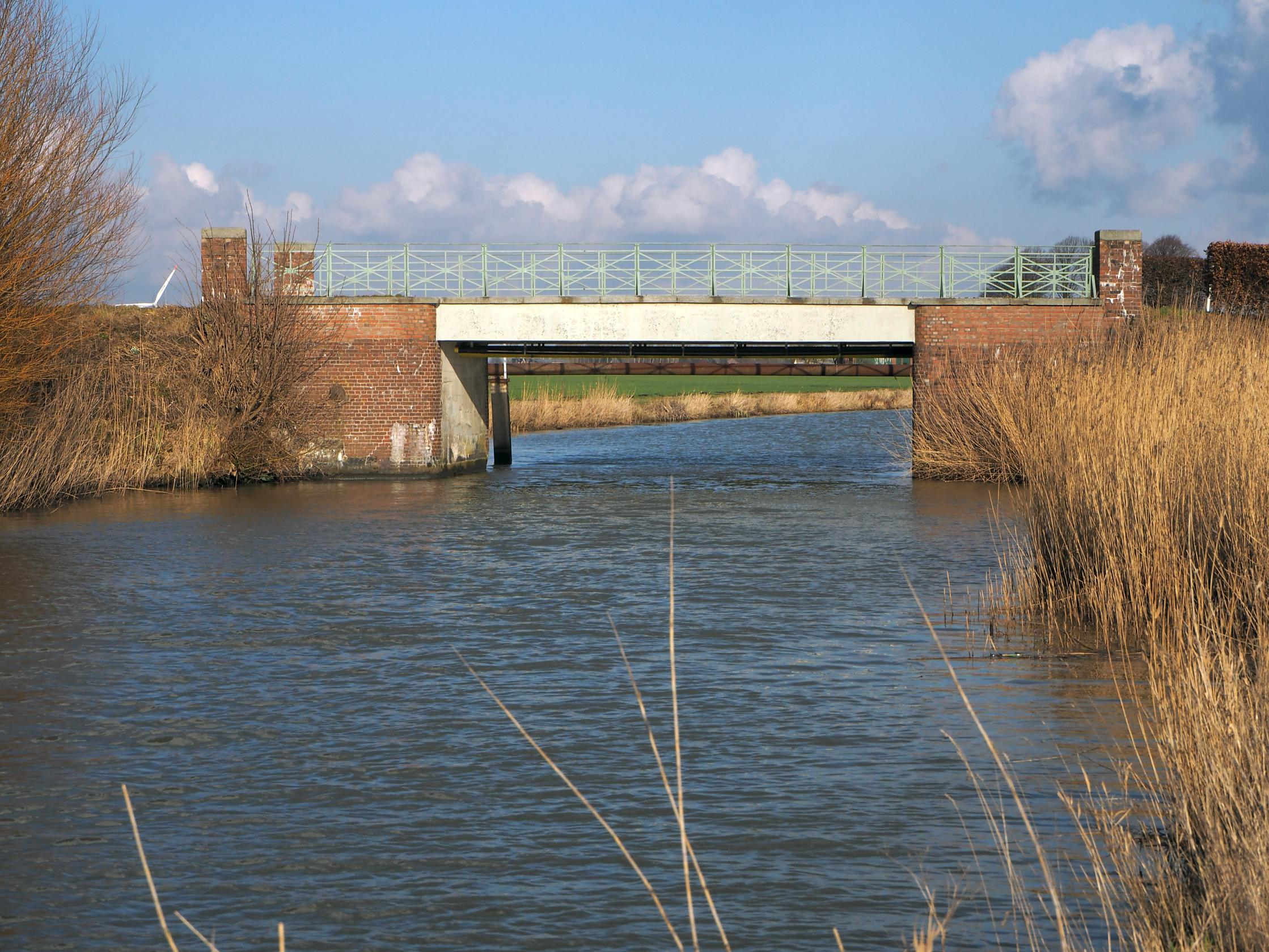
Brücke über den Kremper Rhin (Lentzenweg)